# El Año del Tigre
El Año del Tigre es una película de comedia criminal peruana-dominicana de 2023 dirigida por Yasser Michelén y escrita por José Ramón Alama. Está protagonizada por Carlos Alcántara, Wendy Ramos y Gonzalo Torres. Se estrenó el 30 de marzo de 2023 en los cines peruanos a cargo de Star Distribution.

## Sinopsis
Un restaurante está a punto de quebrar, por lo que los propietarios harán todo lo posible para evitarlo. Pasarán por muchas aventuras, y tendrán que enfrentarse a conflictos con la gente, entre buenos y malos, mafiosos y estafadores.

## Reparto
Los actores que participaron en esta película son:
- Carlos Alcántara como Samsa
- Wendy Ramos como Teresa
- Frank Perozo
- Gonzalo Torres
- Andrea Sofía Pimentel
- Josi Martínez
- Salvador Pérez Martínez
- Nashla Bogaert
- Luinis Olaverria
- Vicente Santos
- Ana María Arias